# جزيرة جبل أبو حمد
جزيرة جبل أبو حُمّد هي إحدى الجزر الواقعة في أرخبيل جزر فرسان في البحر الأحمر، وتتبع منطقة جازان جنوب السعودية. تبلغ مساحة الجزيرة نحو 4,5 كم2 وتبعد عن الساحل بحوالي 35,30 ميل بحري.